# Língua nyamwezi
Nyamwezi é uma das principais línguas bantas da região central Tanzânia. Ele forma um continuum de dialeto com a língua sukuma, mas é mais distinto de outras línguas vizinhas. È falada pelos Nyamwezi.

## Dialetos
Konongo e Ruwila são às vezes considerados dialetos da Nyamwezi

## Fonologia

### Consoantes
|             |             | Bilabial | Labio- dental | Alveolar | Pós- alveolar | Palatal | Velar | Glotal |
| ----------- | ----------- | -------- | ------------- | -------- | ------------- | ------- | ----- | ------ |
| Plosiva     | plana       | p b      |               | t d      |               | ɟ       | k ɡ   |        |
| Plosiva     | prenasal    | ᵐb       |               | ⁿd       |               | ᶮɟ      | ᵑɡ    |        |
| Africada    | plana       |          |               |          | c͡ʃ            |         |       |        |
| Africada    | prenasal    |          |               |          | ᶮc͡ʃ           |         |       |        |
| Fricativa   | plana       | β        | f v           | s z      | ʃ             |         |       | h      |
| Fricativa   | prenasal    |          | ᶬf ᶬv         | ⁿs ⁿz    | ᶮʃ            |         |       |        |
| Nasal       | Nasal       | m̥ m      |               | n̥ n      |               | ɲ̊ ɲ     | ŋ̊ ŋ   |        |
| Aproximante | Aproximante |          |               | l        |               | j       | w     |        |

- Paradas sem voz pré-analizadas [ᵐp ⁿt] também podem ocorrer com frequência, como resultado de palavras emprestadas.
- Sons nasais / m ŋ / também podem ocorrer como labializados [mʷ ŋʷ].

### Vogais
|         | Anterior | Central | Posterior |
| ------- | -------- | ------- | --------- |
| Fechada | i iː     |         | u uː      |
| Fechada | ɪ ɪː     |         | ʊ ʊː      |
| Medial  | ɛ ɛː     |         | ɔ ɔː      |
| Aberta  |          | a aː    |           |

### Tons
Os tons presentes em Nyamwezi são altos / v́ /, baixos / v̀ / e crescentes /v̌/.

## Amostra de texto
Banhu bose bubyalagwa biyagalulile, n'ikujo haki zilenganelile. Banhu bose bina masala na wiganiki, hu kuyomba ihayilwe bitogwe giti bana ba mbyazi bumo.
Português
Todos os seres humanos nascem livres e iguais em dignidade e direitos. Eles são dotados de razão e consciência e devem agir uns para com os outros com espírito de fraternidade. (Artigo 1º da Declaração Universal dos Direitos Humanos)